# Notre-Dame-de-Lorette
Pour les articles homonymes, voir Notre-Dame-de-Lorette (homonymie).
Notre-Dame-de-Lorette est une municipalité du Québec (Canada) faisant partie de la municipalité régionale de comté de Maria-Chapdelaine, située dans la région administrative de Saguenay–Lac-Saint-Jean.

## Toponymie
Elle est nommée en l'honneur de la Sainte Maison de Lorette. Monseigneur Charles Lamarche désirait placer sous la protection de la Vierge la colonie naissante en lui octroyant l'appellation Notre-Dame. Quant à l'élément Lorette, il souligne le grand dévouement d'une dame considérée comme une bienfaitrice locale, Laurette Desjardins (1890-1969), épouse d'un ancien président de la Quebec Pulp & Paper Corporation, Albert Stewart McNichols (1882-1968), lequel aurait fourni à deux reprises le bois pour la construction de l'église locale. La graphie du prénom Laurette fut modifiée en Lorette, car le calendrier liturgique ne fait mention d'aucune sainte de ce nom. Ce prénom, diminutif de Laure, est demeuré célèbre grâce à l'héroïne de Pétrarque. Cependant, Lorette comportait l'avantage d'honorer Laurette Desjardins et de reprendre le nom d'un important lieu de pèlerinage italien.

## Histoire

### Chronologie
- 1er janvier 1966 : Élection de la municipalité de Notre-Dame-de-Lorette.

## Géographie
La rivière Mistassini délimite l'ouest de la municipalité en coulant vers le sud-est.
La rivière aux Rats en délimite le nord-est et y coule vers le sud-ouest.
À partir du lac Rond, dans le nord-est, la Petite rivière aux Foins coule vers le sud jusqu'à sa confluence avec la rivière aux Rats.

## Démographie
| 1991 | 1996 | 2001 | 2006 | 2011 | 2016 | 2021 |
| ---- | ---- | ---- | ---- | ---- | ---- | ---- |
| 258  | 234  | 216  | 175  | 189  | 189  | 159  |

## Administration
Les élections municipales se font en bloc pour le maire et les six conseillers.
| Notre-Dame-de-Lorette Maires depuis 2001                                                                             |                  |         |          |
| Élection | Maire            | Qualité | Résultat |
| 2001 | Daniel Tremblay  |         | Voir     |
| 2005 | Daniel Tremblay  | Voir    |          |
| 2009 | Daniel Tremblay  | Voir    |          |
| 2013 | Daniel Tremblay  | Voir    |          |
| 2017 | Daniel Tremblay  | Voir    |          |
| 2021 | Rita De Launière |         | Voir     |
| Élection partielle en italique Depuis 2005, les élections sont simultanées dans toutes les municipalités québécoises |                  |         |          |